# Johanna Wokalek

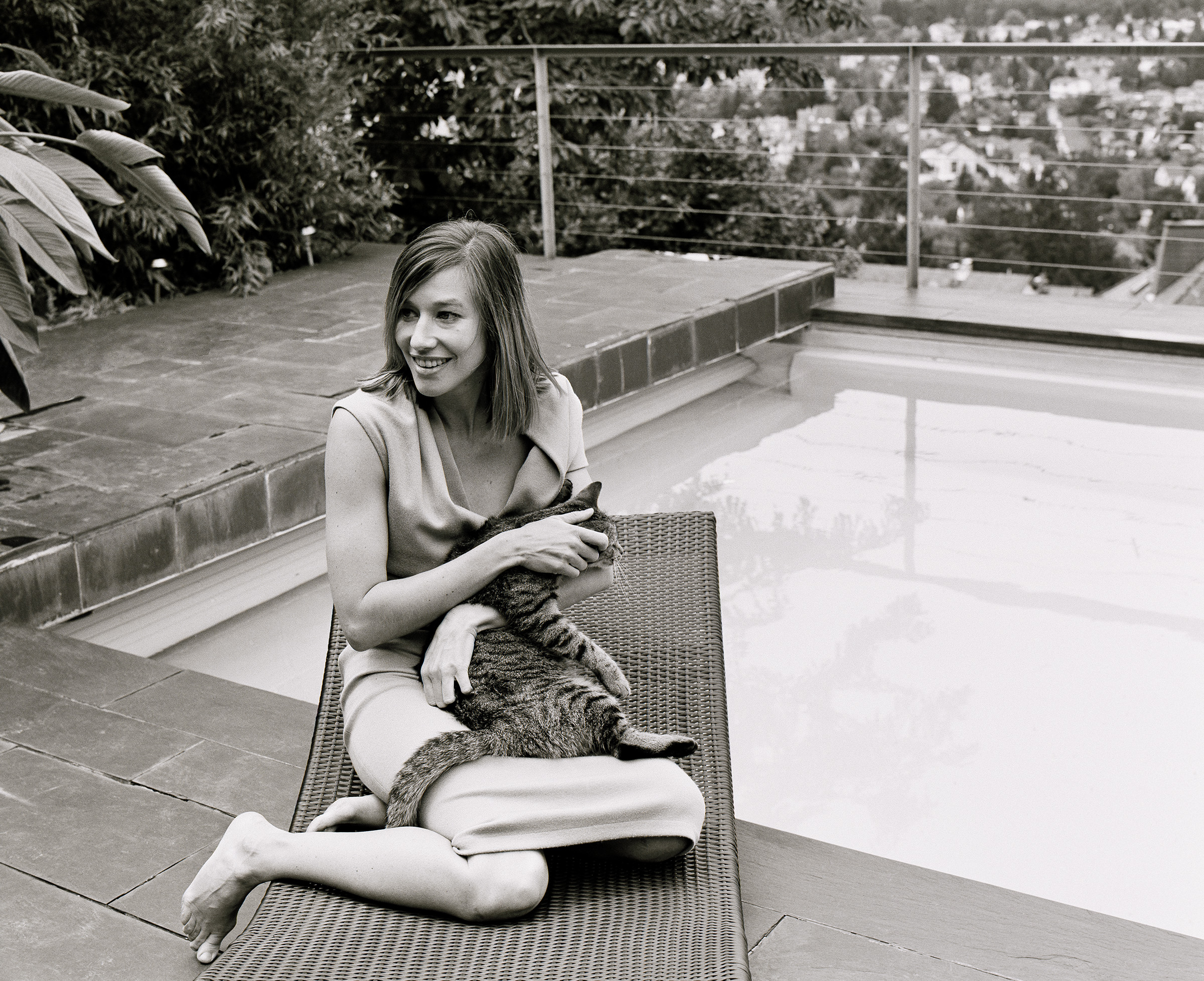
Johanna Wokalek fotografiada por Oliver Mark, Viena 2008

Johanna Wokalek (n. el 3 de marzo de 1975 en Friburgo de Brisgovia) es una actriz alemana de cine y de teatro.

## Filmografía
- 1996: Alma, dirección: Paulus Manker en el papel de Alma Mahler-Werfel
- 1998: Aimée y Jaguar, dirección: Max Färberböck, con Maria Schrader, Juliane Köhler, Heike Makatsch
- 2005: Barfuss, dirección: Til Schweiger

- 2008: Cara norte, dirección: Philipp Stölzl.
- 2008: Der Baader Meinhof Komplex (R.A.F. Facción del Ejército Rojo), dirección: Uli Edel; producción: Bernd Eichinger, en el papel de Gudrun Ensslin
- 2009: La Papisa, dirección: Sönke Wortmann